# Uli Airstrip

i8
i11
i13
Der Uli Airstrip war während des nigerianischen Bürgerkrieges (6. Juli 1967 – 15. Januar 1970) die wichtigste Verbindung zwischen Biafra und der Außenwelt. Er wurde im August 1968 in Betrieb genommen.
Er war eine improvisierte Start- und Landebahn bei Uli-Ihiala im heutigen Bundesstaat Anambra und wurde zum Hauptumschlagplatz für Hilfsgüter und später auch Waffenlieferungen.
Der Flugplatz bestand aus einer verbreiterten Straße und hatte nur ein einziges Ungerichtetes Funkfeuer (NDB), und auch das nur zeitweise. Eine Flugsicherung existierte nicht, so dass die Piloten sich per Funk untereinander absprachen, um Kollisionen zu vermeiden. (Anmerkung: Die Koordinaten sind sehr ungenau mit etwa ±5 Kilometer Abweichung. Auch sonst ist die Quellenlage nicht sehr umfangreich und oft unergiebig.)
Sehr häufig musste ohne Landebahnbefeuerung gelandet werden, um keine feindlichen Kampfflugzeuge anzulocken.
Nach der Berliner Luftbrücke galt die Versorgung Biafras über den Flugplatz Uli als die umfangreichste Luftbrücke nach dem Zweiten Weltkrieg. Zum Höhepunkt des Bürgerkriegs war Uli nach dem Flughafen Johannesburg der verkehrsreichste Flugplatz mit den meisten Flugbewegungen in Afrika. Jede Nacht wurden 250 Tonnen Lebensmittel eingeflogen.
In einer Bewertung durch das US-Außenministerium wurde die Kapazität des Flugplatzes mit 25 bis 30 Flügen pro Nacht eingeschätzt.

## Zwischenfälle
Aufgrund der extrem schwierigen Bedingungen (Nachtflug ohne permanente Funkfeuer und Landebahnbefeuerung, häufige Luftangriffe durch nigerianische Flugzeuge) kam es zu zahlreichen Totalverlusten von Transportflugzeugen, häufig auch mit Todesfolge. Auszüge:
- 1. Juli 1968 – Eine Lockheed L-1049G Super Constellation des Internationalen Komitees vom Roten Kreuz (IKRK) (5T-TAG) kollidierte kurz vor der Landebahn des Uli Airstrip in schlechtem Wetter mit einem Baum und stürzte ab. Die Maschine hatte über 10 Tonnen medizinische Hilfsgüter an Bord. Alle 4 Insassen, die drei Besatzungsmitglieder und der einzige Passagier, kamen ums Leben. Es handelte sich um die ehemalige D-ALOF der Lufthansa (1956–1967).[7]

- 3. Oktober 1968 – Eine in Mauretanien registrierte Douglas DC-7C der US-amerikanischen North American Aircraft Trading (5T-TAR) wurde auf der Urwaldpiste Uli Airstrip durch eine Douglas DC-4 gerammt. Das Flugzeug wurde irreparabel beschädigt. Alle 4 Besatzungsmitglieder, die einzigen Insassen auf dem Frachtflug, überlebten den Unfall.[8]

- 7. Dezember 1968 – Eine auf den Bermudas registrierte Douglas DC-7C der US-amerikanischen North American Aircraft Trading (VR-BCY) stürzte im Anflug auf den Urwaldpiste Uli Airstrip ab, nachdem 3 der 4 Triebwerke ausgefallen waren. Alle 4 Besatzungsmitglieder, die einzigen Insassen auf dem Frachtflug, kamen ums Leben.[9]

- 7. Mai 1969 – Eine Douglas DC-6A/C der schweizerischen Balair (HB-IBT) stürzte 11 Kilometer vor der verdunkelten Urwaldpiste Uli Airstrip ab. Das Flugzeug und mehr als 10 Tonnen Lebensmittel und Hilfsgüter verbrannten. Die Maschine kam als Hilfsflug im Auftrag des Internationalen Komitees vom Roten Kreuz (IKRK) aus Cotonou. Alle 4 Besatzungsmitglieder, die einzigen Insassen auf dem Frachtflug, kamen ums Leben.[10]

- Am 8. Mai 1969 kam es mit einer Boeing C-97G Stratofreighter der skandinavischen Nordchurchaid (N52679) auf dem Uli Airstrip zu einer Bauchlandung. Das Flugzeug wurde irreparabel beschädigt. Alle Insassen überlebten den Unfall.[11]

- Am 2. Juni 1969 wurde eine Douglas DC-6 der isländischen Flughjalp (TF-AAE) auf dem Uli Airstrip durch einen Raketenangriff der nigerianischen Luftwaffe so stark beschädigt, dass sie nach einer mühsamen Überführung zum Flughafen São Tomé am Folgetag dort verschrottet werden musste.[12] Personen kamen nicht zu Schaden.[13]

- 5. Juni 1969 – Eine vom Schwedischen Roten Kreuz gecharterte Douglas DC-7B (SE-ERP) wurde in der Nähe von Eket, Nigeria, durch eine nigerianische MiG-17 abgeschossen. Die DC-7 war im Rahmen der Hungerhilfe während des Biafra-Krieges auf dem Weg zur Urwaldpiste Uli Airstrip um Hilfsgüter dorthin zu fliegen. Die vierköpfige Besatzung wurde getötet.[14]

- 28. Juni 1969 – Eine Douglas DC-4/C-54A-15-DC der simbabwischen Affretair (TR-LNV) verunglückte beim Startversuch von der Urwaldpiste Uli Airstrip. Die DC-4 war im Rahmen der Hungerhilfe während des Biafra-Krieges dort gelandet, um Hilfsgüter dorthin zu fliegen. Über Personenschäden ist nichts bekannt.[15]

- Im Juli 1969 (genaues Datum unbekannt) wurde eine Douglas DC-4/C-54A-DO der französischen Air Fret (F-OCNU) auf der Urwaldpiste Uli Airstrip am Boden zerstört. Die DC-4 war im Rahmen der Hungerhilfe während des Biafra-Krieges dort gelandet, um Hilfsgüter dorthin zu fliegen. Über Personenschäden ist nichts bekannt.[16]

- Am 3. August 1969 kollidierte eine Lockheed L-1049H Super Constellation der kanadischen Canairelief Air (CF-NAJ) im Anflug auf den Uli Airstrip 15 Kilometer nördlich davon mit einer Hügelkette. Alle 4 Besatzungsmitglieder, die einzigen Insassen, kamen ums Leben. Mit der Maschine wurden Medizin und Lebensmittel transportiert.[17]

- Am 26. September 1969 kollidierte eine Boeing C-97G Stratofreighter der skandinavischen Nordchurchaid (N52676) beim nächtlichen Anflug auf den Uli Airstrip mit Bäumen und stürzte ab. Alle 5 Besatzungsmitglieder, die einzigen Insassen auf dem Frachtflug, kamen ums Leben.[18]

- Am 2. November 1969 war eine Douglas DC-6A der skandinavischen Joint Church Aid (LN-FOM) gerade auf der Urwaldpiste Uli Airstrip gelandet, als der Flugplatz durch die nigerianische Luftwaffe bombardiert wurde. Die Maschine hatte 5 Tonnen Babynahrung und 6 Tonnen Fisch geladen; sie brannte samt ihrer Hilfsgüter vollständig aus. Alle 5 Insassen, drei Besatzungsmitglieder und zwei Passagiere, überlebten den Totalschaden.[19]

- 28. November 1969 – Eine Lockheed L-749A Constellation der Regierung von Biafra (5N-85H) stürzte in die algerischen Berge bei Oukaimeden an der algerisch-marokkanischen Grenze, nachdem drei der vier Triebwerke ausgefallen waren. Die Maschine war während des Biafra-Krieges auf dem Weg von Lissabon und/oder Faro über den Flughafen São Tomé zur Urwaldpiste Uli Airstrip. Das Wrack wurde erst nach 8 Monaten, im Juli 1970, gefunden. Alle 8 Insassen, Besatzungsmitglieder und Passagiere, kamen ums Leben.[20][21]

- 17. Dezember 1969 – Eine Lockheed L-1049H Super Constellation der kanadischen Canairelief Air (CF-NAK) wurde auf dem Uli Airstrip von nigerianischen Kampfflugzeugen bombardiert, als gerade Medizin, Lebensmittel und andere Hilfsgüter entladen wurden. Dadurch wurden 5 einheimische Hilfskräfte getötet. Das Flugzeug wurde zerstört.[22]